# Mikitamäe (ancienne commune)

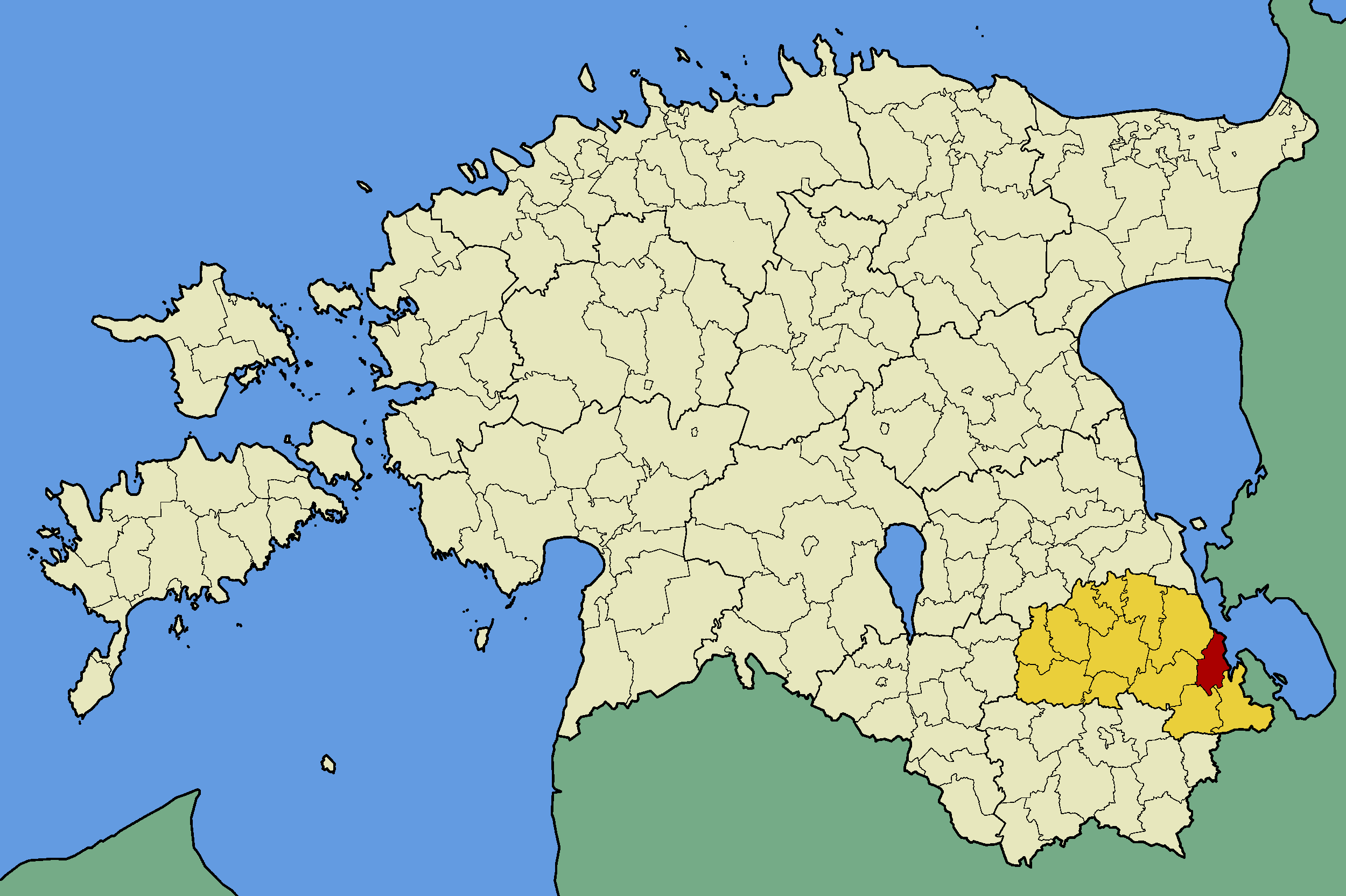
Localisation de l'ancienne commune de Mikitamäe (en rouge) dans le Põlvamaa (en jaune).

Mikitamäe (en estonien : Mikitamäe vald) est une ancienne commune rurale du Põlvamaa en Estonie. En 2012, sa population s'élevait à 1 007 habitants. En octobre 2017, elle a fusionné avec Meremäe, Värska et une partie de Misso pour former la nouvelle commune de Setomaa.

## Géographie
Elle s'étendait sur une superficie de 104 km2 dans l'est du comté de Põlva, à la frontière avec la Russie et bordée par le lac de Pskov.

### Villages
Elle comprenait dix-huit villages : Audjassaare, Beresje, Igrise, Järvepää, Kahkva, Karisilla, Laossina, Lüübnitsa, Mikitamäe, Niitsiku, Puugnitsa, Rõsna, Rääsolaane, Selise, Toomasmäe, Usinitsa, Varesmäe et Võõpsu.